# 莫哈維高地 (加利福尼亞州)
莫哈維高地（英語：Mojave Heights）是位於美國加利福尼亞州聖貝納迪諾縣的一個非建制地區。該地的面積和人口皆未知。

## 地理
莫哈維高地的座標為34°34′07″N 117°19′32″W / 34.56861°N 117.32556°W，而該地的平均海拔高度為999米（即3278英尺）。